# American Journal of Botany
 American Journal of Botany (abreviado Am. J. Bot.) es una revista científica que incluye trabajos de investigación sobre todos los aspectos de la biología de las plantas. Es publicada por la Sociedad Botánica de América en forma mensual desde 1914.

## Métricas de revista
2022
- Web of Science Group : 3.844
- Índice h de Google Scholar: 159
- Scopus: 2.575